# Мусаев, Ахмед Салманович
Ахме́д Салма́нович Муса́ев (род. 9 апреля 1980, Алхазурово, Чечено-Ингушская АССР) — российский самбист и боец смешанных единоборств, чемпион России 2000 года по рукопашному бою, 3-кратный обладатель Кубка России по рукопашному бою, чемпион России и Европы по боевому самбо, победитель многих всероссийских и международных турниров, тренер.

## Биография
До 8 лет рос в Пермской области, куда семья переехала, когда Мусаев был ещё младенцем. После возвращения на родину увлёкся борьбой. В 2001 году семья переехала в Москву, где он поступил на юридический факультет Университета дружбы народов. В 2002 году был призван в армию. Службу проходил в спортроте при МО ВВ Министерства внутренних дел России. Здесь его заметил член Совета Федерации Муса Умаров, который привлёк Мусаева к тренерской работе с чеченскими подростками, для чего арендовал спортзал. В 2004 году команда, которую тренировал Мусаев, выиграла чемпионат Москвы по универсальному бою. В декабре того же года трое его воспитанников стали чемпионами Европы по рукопашному бою.
Военнослужащий МВД, служит в спортивной команде Московского округа внутренних войск. Имеет два высших образования, окончил юридический факультет Российского университета дружбы народов.
Тренер московского филиала бойцовского клуба «Беркут», преподаватель физического воспитания в Московском государственном университете. Тренер ГБУ «Спортивная школа олимпийского резерва № 45» «Пролетарский самбист».

## Спортивные результаты

### Боевое самбо
- Чемпионат России по боевому самбо 2004 — ;

### Смешанные единоборства
| Результат | Дата               | Турнир                            | Соперник        | Страна | Раунд | Время | Метод          |
| --------- | ------------------ | --------------------------------- | --------------- | ------ | ----- | ----- | -------------- |
| Поражение | 12 марта 2011 года | Fight Nights — Battle of Moscow 3 | Василий Царьков | Россия | 1     | 4:30  | Удушение сзади |

## Известные воспитанники
- Амагов, Адлан Майрбекович;
- Амагов Беслан Майрбекович;
- Эдилов, Абдулкерим Халидович;
- Тухугов, Зубайра Алиханович;
- Мурад Юсупов;
- Тимур Висаев;
- Саид-Ибрагим Гериев;
- Мурад Абазов.